# Телищево (деревня)
Телищево — деревня в Ярославском районе Ярославской области России. 
В рамках организации местного самоуправления входит в Туношенское сельское поселение; в рамках административно-территориального устройства включается в Туношенский сельский округ. 

## География
Расположена к юго-востоку от города Ярославль.
Менее 1 км к северу протекает речка Великая.
В 1 км к западу находится населённый пункт станция Телищево, а перед ним — собственно железнодорожная станция Телищево.

## Население
| 2007 | 2010 |
| ---- | ---- |
| 3    | ↗21  |

По состоянию на 1989 год в деревне проживали 22 человека.